# Amazing Stories Quarterly

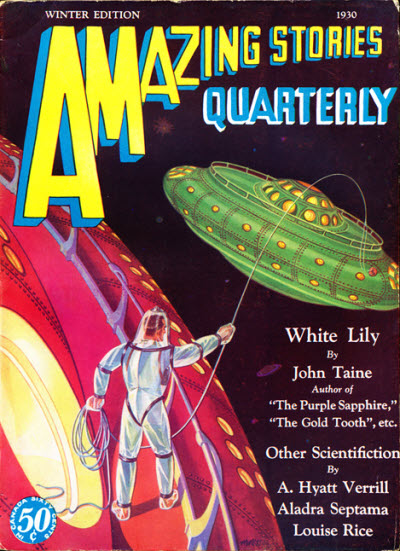
Portada del número de invierno de 1930, obra de «Wesso».

Amazing Stories Quarterly fue una revista pulp estadounidense de ciencia ficción que se publicó entre 1928 y 1934. Fue creada por Hugo Gernsback como complemento de otra de sus revistas, Amazing Stories, que había empezado a publicarse en abril de 1926 y está considerada la primera revista de ciencia ficción. Amazing Stories había tenido el suficiente éxito como para que Gernsback probara con un único número de un Amazing Stories Annual en 1927, que se había vendido bien, y decidió hacer lo mismo con una revista con periodicidad trimestral. El primer número de Amazing Stories Quarterly tenía como fecha de portada invierno de 1928 e incluía una reedición de la versión de 1899 de When the Sleeper Wakes, de H. G. Wells. La política de Gernsback de publicar una novela en cada número tenía éxito entre sus lectores, aunque la elección de la obra de Wells no fue tan buena. En los siguientes cinco números solo apareció otra reedición, una novela del propio Gernsback, Ralph 124C 41+, en el número de invierno de 1929. Gernsback quebró a principios de 1929 y perdió el control de Amazing Stories y Amazing Stories Quarterly; el editor asociado, T. O'Conor Sloane, se hizo cargo de la edición. La revista comenzó a tener dificultades financieras en 1932 y la periodicidad se volvió irregular; el último número tenía fecha de otoño de 1934.
Entre los autores cuyo trabajo se publicó en la revista se encuentran Stanton A. Coblentz, Miles J. Breuer, A. Hyatt Verrill y Jack Williamson. Los críticos difieren sobre la calidad de las obras escogidas por Gernsback y Sloane. El escritor británico Brian Stableford considera que algunas de las novelas fueron importantes para los primeros tiempos de la ciencia ficción, pero el editor y estudioso de la ciencia ficción estadounidense Everett Bleiler opina que pocas obras tenían una calidad aceptable. Milton Wolf y Mike Ashley son más positivos en su evaluación y consideran que las obras que Sloane publicó a principios de los años 1930 son de las mejores del por entonces nuevo género.

## Historia editorial
Aunque ya se había publicado ciencia ficción antes de la década de 1920, no empezó a consolidarse como un género independiente hasta la aparición en 1926 de Amazing Stories, una revista pulp estadounidense publicada por Hugo Gernsback. La nueva revista fue un éxito y en 1927 Gernsback publicó un número doble bajo el título Amazing Stories Annual, que también consiguió unas buenas ventas. Estos éxitos lo convencieron para lanzar una revista complementaria de Amazing Stories bajo el título Amazing Stories Quarterly. El primer número, con fecha de portada invierno de 1928, apareció en los quioscos el 5 de enero de ese año.
Gernsback se declaró en quiebra a principios de 1929 y perdió el control tanto de Amazing Stories como de Amazing Stories Quarterly. Después de un corto período en esa situación las revistas fueron adquiridas por Bergan Mackinnon, quien las vendió a la editorial de Bernarr Macfadden Teck Publications. T. O'Conor Sloane, que había trabajado en ambas revistas para Gernsback, asumió el puesto de editor. En 1932 la revista, que probablemente nunca fue muy rentable, comenzó a sufrir problemas financieros y la periodicidad de publicación trimestral se volvió irregular tras el número de invierno de 1932. Los dos últimos números solo contenían reediciones de los primeros números y de Amazing Stories. El último número tenía fecha de otoño de 1934, aunque la decisión de interrumpir la revista no se tomó hasta algún tiempo después, ya que un artículo editorial en el número de mayo de 1935 de Amazing Stories indicaba que podrían publicarse más números.